# Списък с филмите на „Метро-Голдуин-Майер“ (1990 – 1999)
Това е списък с филмите, които са продуцирани, копродуцирани и/или разпространени от Metro-Goldwyn-Mayer, и пуснати през 1990–1999 г.
| Премиера             | Заглавие                           | Бележки |
| -------------------- | ---------------------------------- | --- |
| 26 януари 1990 г.    | Смъртоносни страсти                | |
| 9 февруари 1990 г.   | Станли и Айрис                     | |
| 16 март 1990 г.      | Синя стомана                       | |
| 27 април 1990 г.     | Незабавната карма                  | |
| 4 май 1990 г.        | Daddy's Dyin': Who's Got the Will? | |
| 24 август 1990 г.    | Делта Форс 2                       | единствено разпространение в САЩ продуциран от Cannon Films |
| 14 септември 1990 г. | Смъртна присъда                    | |
| 5 октомври 1990 г.   | Миг на отчаяние                    | копродукция с Dino De Laurentiis Communications |
| 19 октомври 1990 г.  | Куигли в Австралия                 | копродукция с Pathe Entertainment |
| 16 ноември 1990 г.   | Роки V                             | единствено разпространение продуциран от United Artists |
| 19 декември 1990 г.  | Руската къща                       | копродукция с Pathe Entertainment |
| 11 януари 1991 г.    | Не без дъщеря ми                   | копродукция с Pathe Entertainment |
| 26 април 1991 г.     | Малки войници                      | единствено разпространение в САЩ и Великобритания копродукция с Tristar Pictures                                                                                            |
| 24 май 1991 г.       | Телма и Луиз                       | |
| 28 юни 1991 г.       | Пожари вътре                       | |
| 26 юли 1991 г.       | Животът е гаден                    | |
| 9 август 1991 г.     | Делириум                           | |
| 23 август 1991 г.    | Харли Дейвидсън и Марлборо Мен     | |
| 6 септември 1991 г.  | Криви сърца                        | |
| 6 септември 1991 г.  | Двойна игра                        | |
| 13 септември 1991 г. | Либестраум                         | |
| 20 септември 1991 г. | Индиански бегач                    | |
| 27 септември 1991 г. | Бомба с часовников механизъм       | копродукция с Dino De Laurentiis Company |
| 4 октомври 1991 г.   | Човекът от Луната                  | |
| 11 октомври 1991 г.  | Потрошен                           | |
| 22 декември 1991 г.  | Еуфория                            | копродукция с The Zanuck Company |
| 6 март 1992 г.       | Имало едно време едно престъпление | копродукция с Dino De Laurentiis Company |
| 27 март 1992 г.      | Кънки с остър връх                 | |
| 22 април 1992 г.     | Плейбоите                          | |
| 8 май 1992 г.        | Объркан свят                       | |
| 15 май 1992 г.       | The Vagrant                        | |
| 14 август 1992 г.    | Дигстаун                           | |
| 2 октомври 1992 г.   | За мишките и хората                | |
| 30 октомври 1992 г.  | Любовникът                         | |
| 15 януари 1993 г.    | Тяло на показ                      | копродукция с Dino De Laurentiis Company |
| 12 февруари 1993 г.  | Лудо сърце                         | |
| 5 март 1993 г.       | Богати на любов                    | копродукция с The Zanuck Company |
| 16 април 1993 г.     | Бени и Джун                        | |
| 6 август 1993 г.     | Човекът метеор                     | |
| 27 август 1993 г.    | Синът на Розовата пантера          | копродукция с United Artists |
| 10 септември 1993 г. | Подмолните Блу                     | |
| 22 октомври 1993 г.  | Полет на невинните                 | |
| 29 октомври 1993 г.  | Фатален инстинкт                   | |
| 19 ноември 1993 г.   | Опасна игра                        | |
| 8 декември 1993 г.   | Шест степени на разделение         | |
| февруари 1994 г.     | Радио отвън                        | |
| 6 май 1994 г.        | Clean Slate                        | копродукция с The Zanuck Company |
| 17 юни 1994 г.       | Превъзпитай татко                  | |
| 1 юли 1994 г.        | Взрив                              | |
| юли 1994 г.          | Това е развлечение III             | копродукция с Turner Entertainment Co. |
| 23 септември 1994 г. | Моята лятна история                | |
| 28 октомври 1994 г.  | Старгейт                           | единствено разпространение в САЩ продуциран от Le Studio Canal+ и Carolco Pictures                                                                                          |
| 16 декември 1994 г.  | Безмълвно                          | |
| 12 април 1995 г.     | Камъчето и пингвина                | единствено разпространение в САЩ копродукция с Warner Bros., и Don Bluth Limited                                                                                            |
| 2 юни 1995 г.        | Флюк                               | |
| 7 юли 1995 г.        | Видове                             | |
| 13 септември 1995 г. | Хакери                             | единствено разпространение продуциран от United Artists |
| 22 септември 1995 г. | Showgirls                          | единствено разпространение продуциран от United Artists и Carolco Pictures                                                                                                  |
| 20 октомври 1995 г.  | Игра на пари                       | копродукция с Jersey Films |
| 27 октомври 1995 г.  | Да напуснеш Лас Вегас              | единствено разпространение продуциран от United Artists |
| 13 ноември 1995 г.   | Златното око                       | единствено разпространение продуциран от Danjaq, Inc., Eon Productions и United Artists                                                                                     |
| 22 декември 1995 г.  | Островът на главорезите            | единствено разпространение продуциран от Carolco Pictures |
| 12 януари 1996 г.    | Биодом                             | |
| 23 февруари 1996 г.  | Незабравимо                        | копродукция с Dino De Laurentiis Company |
| 29 март 1996 г.      | Всички кучета отиват в Рая 2       | копродукция с MGM Animation |
| 26 април 1996 г.     | Водопадите Мълхоланд               | копродукция с Largo Entertainment и The Zanuck Company |
| 14 юни 1996 г.       | Мол Фландърс                       | |
| 19 юли 1996 г.       | Бягство                            | |
| 26 юли 1996 г.       | Кралят на боулинга                 | единствено разпространение продуциран от Rysher Entertainment и Motion Picture Corporation of America                                                                       |
| 14 август 1996 г.    | Домашен арест                      | единствено разпространение продуциран от Rysher Entertainment |
| 27 септември 1996 г. | 2 дни в долината                   | единствено разпространение продуциран от Rysher Entertainment |
| 10 януари 1997 г.    | Турбуленция                        | единствено разпространение продуциран от Rysher Entertainment и Europa Filmes                                                                                               |
| 24 януари 1997 г.    | Зевс и Роксана                     | единствено разпространение продуциран от Rysher Entertainment |
| 2 май 1997 г.        | Warriors of Virtue                 | копродукция с Law Brothers Entertainment |
| 12 септември 1997 г. | Краят на насилието                 | копродукция с CiBy 2000 Pictures |
| 31 октомври 1997 г.  | Червеният ъгъл                     | |
| 19 декември 1997 г.  | Винаги ще има утре                 | единствено разпространение продуциран от Danjaq LLC, Eon Productions и United Artists                                                                                       |
| 30 януари 1998 г.    | Лъжец                              | единствено разпространение продуциран от MDP Worldwide |
| 13 март 1998 г.      | Желязната маска                    | единствено разпространение продуциран от United Artists |
| 10 април 1998 г.     | Видове II                          | |
| 12 юни 1998 г.       | Мръсна работа                      | |
| 24 юли 1998 г.       | Смущаващо поведение                | американски разпространител копродукция с Beacon Pictures и Village Roadshow Pictures разпространен е от Columbia TriStar Film Distributors International в други територии |
| 25 септември 1998 г. | Ронин                              | единствено разпространение продуциран от United Artists |
| 15 януари 1999 г.    | Проглеждане                        | |
| 26 март 1999 г.      | Специален корпус                   | |
| 6 август 1999 г.     | Аферата Томас Краун                | |
| 10 септември 1999 г. | Стигмата                           | |
| 9 октомври 1999 г.   | Целуни небето                      | |
| 22 октомври 1999 г.  | Моли                               | |
| 19 ноември 1999 г.   | Само един свят не стига            | копродукция с Danjaq LLC и Eon Productions |
| 24 ноември 1999 г.   | Мис Съвършенство                   | копродукция с Tribeca Productions |